# أندي فلين
أندي فلين (بالإنجليزية: Andy Flynn)‏ (1895 بشفيلد في المملكة المتحدة - ) هو لاعب كرة قدم إنجليزي في مركز الدفاع. لعب مع نادي إكزتر سيتي ونادي يورك سيتي وMexborough Town F.C. ‏.